# Corythophora amapaensis
Corythophora amapaensis är en tvåhjärtbladig växtart som beskrevs av João Murça Pires, Scott A. Mori och Ghillean `Iain' Tolmie Prance. Corythophora amapaensis ingår i släktet Corythophora, och familjen Lecythidaceae. Inga underarter finns listade i Catalogue of Life.